# Miss Montenegró

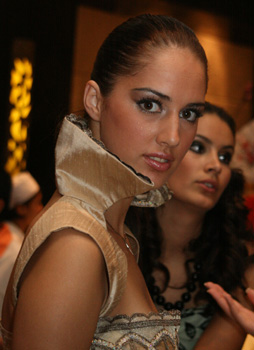
Marija Ćirović, Miss Montenegro 2007

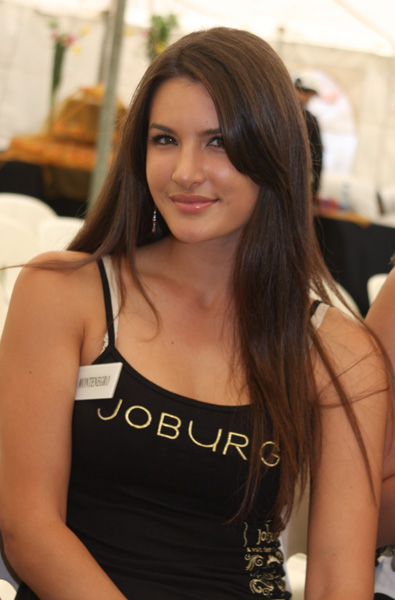
Mariana Mihajlović, Miss Montenegro 2008

A Miss Montenegró (más néven Mis Crne Gore) egy évenkénti megrendezésű szépségverseny Montenegróban. Először 2007-ben rendezték meg, miután 2006-ban Szerbia és Montenegró két külön országgá vált.
A verseny győztese a Miss World, 2. helyezettje a Miss Universe versenyen vesz részt. Az országnak még egyik versenyen sem sikerült eredményt elérnie.
A Miss Montenegró verseny megszületése előtti évben, 2006-ban, a Miss Szerbia és Montenegró versenyben induló két montenegrói versenyző, Snežana Bušković és Ivana Knežević képviselte az országot, az előbbi a Miss Universe 2007, az utóbbi a Miss World 2006 versenyen.

## Győztesek
A Miss Montenegró verseny győztesei és helyezettjei.
| Év   | Győztes            | 2. helyezett    | 3. helyezett        |
| ---- | ------------------ | --------------- | ------------------- |
| 2007 | Marija Ćirović     | Daša Živković   | Tamara Vukašinović  |
| 2008 | Mariana Mihajlović | Anja Jovanović  | Ivana Krivokapić    |
| 2009 | Marijana Pokrajac  | Nikolina Lončar | Nina Vukanović      |
| 2010 | Milica Milatović   | Biljana Peković | Nikolina Proroković |
| 2011 | Maja Maraš         | Andrea Radonjić | Milica Barović      |

### Versenyek
- 2011

A 2011-es versenyen 15 versenyző indult: Bojana Žugić, Anđela Šćepanović, Andrea Radonjić, Maja Maraš, Andrea Ivanović, Milica Barović, Irma Hot, Marijana Milošević, Nina Janković, Aleksandra Veličković, Petra Sokolić, Marta Đurišić, Nastasija Đogaz, Danijela Miljanić és Tina Marković
A győzelmet Maja Maraš szerezte meg. A második helyen Andrea Radonjić, a harmadikon Milica Barović végzett. A különdíjak közül a legfotogénebbnek járót Aleksandra Veličković nyerte el, a legkedvesebbnek járót pedig Bojana Žugić.

## Miss World-résztvevők
A verseny győztese indul ezen a világversenyen.
| Év   | Név                | Helyezés |
| ---- | ------------------ | -------- |
| 2006 | Ivana Knežević     |          |
| 2007 | Marija Ćirović     |          |
| 2008 | Mariana Mihajlović |          |
| 2009 | Marijana Pokrajac  |          |
| 2010 | Milica Milatović   |          |
| 2011 | Maja Maraš         |          |
| 2012 |                    |          |
| 2013 | Ivana Milojko      |          |

## Miss Universe-résztvevők
A verseny 2. helyezettje indul ezen a világversenyen.
| Év   | Név              | Helyezés |
| ---- | ---------------- | -------- |
| 2007 | Snežana Bušković |          |
| 2008 | Daša Živković    |          |
| 2009 | Anja Jovanović   |          |
| 2010 | –                |          |
| 2011 | Nikolina Lončar  |          |
| 2012 | Andrea Radonjić  |          |

## Fordítás
Ez a szócikk részben vagy egészben  a   Miss Montenegro című angol Wikipédia-szócikk ezen változatának fordításán alapul.  Az eredeti cikk szerkesztőit annak laptörténete sorolja fel. Ez a jelzés csupán a megfogalmazás eredetét és a szerzői jogokat jelzi, nem szolgál a cikkben szereplő információk forrásmegjelöléseként.